# Port-Jérôme-sur-Seine
Port-Jérôme-sur-Seine est une commune nouvelle française située dans le département de la Seine-Maritime en région Normandie.
Créée le 1er janvier 2016, elle est née de la fusion des quatre anciennes communes d'Auberville-la-Campagne, de Notre-Dame-de-Gravenchon, de Touffreville-la-Cable et de Triquerville qui ont alors pris le statut de commune déléguée.
Port-Jérôme-sur-Seine est le centre économique de la communauté d'agglomération Caux vallée de Seine.

## Géographie

### Localisation
La commune est située à 40 km du Havre, en bord de Seine.
| Lintot                      | Grand-Camp            | Saint-Arnould Rives-en-Seine |
| La Frenaye Lillebonne       | Port-Jérôme-sur-Seine | Norville                     |
| Quillebeuf-sur-Seine (Eure) | Petiville             | Saint-Maurice-d'Ételan       |

### Hydrographie
La commune est située dans le bassin Seine-Normandie. Elle est drainée par la rivière du Commerce, le Theluet et la Ravine,,.
La Commerce, d'une longueur de 15 km, prend sa source dans la commune de Bolbec et se jette  dans la Seine à Lillebonne, après avoir traversé quatre communes. 
Deux plans d'eau complètent le réseau hydrographique : la station d'épuration de la commune de Notre-Dame-de-Gravenchon (1,54 ha) et les étangs Marcel Legendre (0,67 ha),.

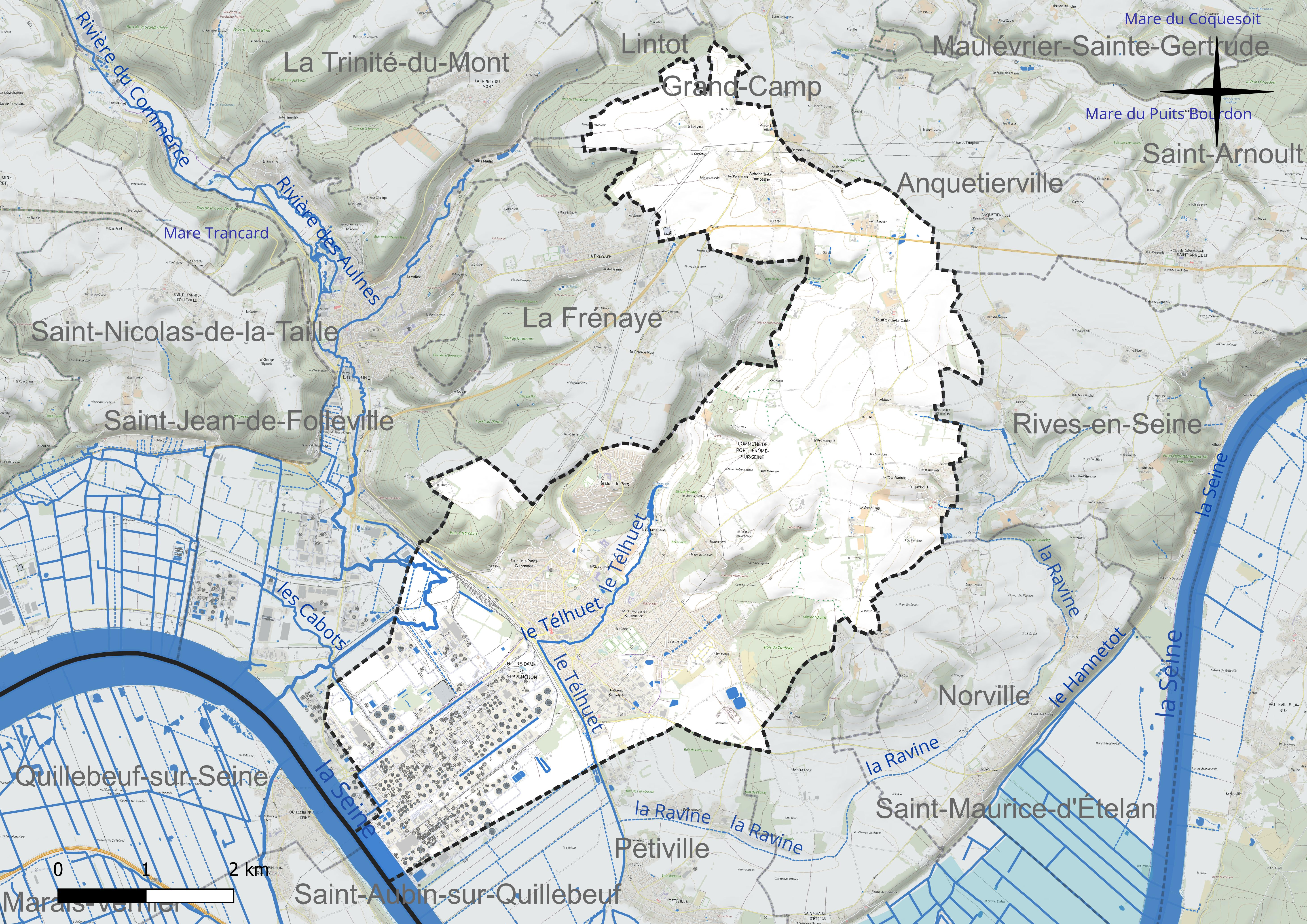
Réseau hydrographique de Port-Jérôme-sur-Seine.

### Climat
Pour des articles plus généraux, voir Climat de la Normandie et Climat de la Seine-Maritime.
En 2010, le climat de la commune est de type climat océanique altéré, selon une étude du CNRS s'appuyant sur une série de données couvrant la période 1971-2000. En 2020, Météo-France publie une typologie des climats de la France métropolitaine dans laquelle la commune est exposée à un climat océanique et est dans la région climatique Côtes de la Manche orientale, caractérisée par un faible ensoleillement (1 550 h/an) ; forte humidité de l’air (plus de 20 h/jour avec humidité relative > 80 % en hiver), vents forts fréquents. Parallèlement le GIEC normand, un groupe régional d’experts sur le climat, différencie quant à lui, dans une étude de 2020, trois grands types de climats pour la région Normandie, nuancés à une échelle plus fine par les facteurs géographiques locaux. La commune est, selon ce zonage, exposée à un « climat maritime », correspondant au Pays de Caux, frais, humide et pluvieux, légèrement plus frais que dans le Cotentin.
Pour la période 1971-2000, la température annuelle moyenne est de 10,9 °C, avec une amplitude thermique annuelle de 13,2 °C. Le cumul annuel moyen de précipitations est de 833 mm, avec 12,5 jours de précipitations en janvier et 8,1 jours en juillet. Pour la période 1991-2020, la température moyenne annuelle observée sur la station météorologique la plus proche, située sur la commune de Petiville à 3 km à vol d'oiseau, est de 12,0 °C et le cumul annuel moyen de précipitations est de 844,9 mm,. Pour l'avenir, les paramètres climatiques de la commune estimés pour 2050 selon différents scénarios d’émission de gaz à effet de serre sont consultables sur un site dédié publié par Météo-France en novembre 2022.

## Urbanisme

### Typologie
Au 1er janvier 2024, Port-Jérôme-sur-Seine est catégorisée ceinture urbaine, selon la nouvelle grille communale de densité à sept niveaux définie par l'Insee en 2022.
Elle appartient à l'unité urbaine de Lillebonne, une agglomération intra-départementale regroupant quatre  communes, dont elle est ville-centre,,. Par ailleurs la commune fait partie de l'aire d'attraction du Havre, dont elle est une commune de la couronne,. Cette aire, qui regroupe 116 communes, est catégorisée dans les aires de 200 000 à moins de 700 000 habitants,.

### Qualité de l'environnement
Touffreville-la-Cable et Triquerville, communes déléguées de Port-Jérôme-sur-Seine, font partie du Parc naturel régional des Boucles de la Seine normande.

## Toponymie
Le port Jérôme est créé en 1861 sous Napoléon III, le long de la Seine, baptisé en l'honneur de Jérôme Bonaparte, frère cadet de l'empereur Napoléon Ier.
Port-Jérôme est un ancien écart des communes de Lillebonne et de Notre-Dame-de-Gravenchon.

## Histoire
Durant l’année 2015 et à la demande[pourquoi ?] de la commune riveraine de Triquerville, Notre-Dame-de-Gravenchon a mené les démarches visant à créer une commune nouvelle, selon les modalités récemment permises par la Loi Pélissard de mars 2015[réf. nécessaire], afin de bénéficier d'une incitation financière de l'État, qui leur permet soit d'éviter une forte augmentation des impôts, soit de devoir supprimer des services aux habitants,.
Port-Jérôme-sur-Seine est créée le 1er janvier 2016 à la suite d'un arrêté préfectoral du 30 novembre 2015 à la demande des quatre conseils municipaux des communes d’Auberville-la-Campagne, Notre-Dame-de-Gravenchon, Touffreville-la-Cable et Triquerville.
La dénomination de Port-Jérôme-sur-Seine sera retenue après une consultation de la population,,,.

## Politique et administration

### Rattachements administratifs
La commune fait partie de l'arrondissement du Havre au sein du département de la Seine-Maritime. C'est l'une des communes de la communauté d'agglomération Caux vallée de Seine.

### Rattachements électoraux
Bureau centralisateur du canton de Notre-Dame-de-Gravenchon, Port-Jérôme-sur-Seine fait partie de la cinquième circonscription de la Seine-Maritime.

### Administration municipale
Jusqu'aux élections municipales de 2020, le conseil municipal de la nouvelle commune est constitué de l'ensemble des conseillers municipaux des quatre communes fondatrices. Il est présidé par un maire élu début 2016. Les maires des communes fondatrices deviennent maires délégués de chacune des communes déléguées :
Virginie Carolo, ancienne maire de la commune de Notre-Dame-de-Gravenchon, a été élue maire de Port-Jérôme-sur-Seine à l’issue de la première réunion du conseil municipal de la commune nouvelle qui s'est tenu le 3 janvier 2016.
Unies par l’appartenance à un bassin de vie commun, les communes fondatrices conservent leur existence en tant que communes déléguées. Elles conservent aussi certaines spécificités pour des questions de proximité (lien avec les associations, gestion des questions scolaires…). Pour autant, depuis le 1er janvier 2016, seule Port-Jérôme-sur-Seine constitue  une collectivité territoriale,.
| Nom                              | Code Insee | Intercommunalité        | Superficie (km2) | Population (dernière pop. légale) | Densité (hab./km2) |
| -------------------------------- | ---------- | ----------------------- | ---------------- | --------------------------------- | ------------------ |
| Notre-Dame-de-Gravenchon (siège) | 76476      | CC Caux Vallée de Seine | 18,74            | 8 138 (2013)                      | 434                |
| Auberville-la-Campagne           | 76031      | CC Caux Vallée de Seine | 4,78             | 654 (2013)                        | 137                |
| Touffreville-la-Cable            | 76701      | CC Caux Vallée de Seine | 3,97             | 400 (2013)                        | 101                |
| Triquerville                     | 76713      | CC Caux Vallée de Seine | 3,01             | 364 (2013)                        | 121                |

### Liste des maires
| Période        | Période                    | Identité                | Étiquette | Qualité |
| -------------- | -------------------------- | ----------------------- | --------- | --- |
| 3 janvier 2016 | En cours (au 10 août 2020) | Virginie Carolo-Lutrot, | DVD       | Cadre territoriale Maire de Notre-Dame-de-Gravenchon (2014 → 2015) Présidente de la CA Caux Seine Agglo (2020 → ) Réélue pour le mandat 2020-2026, |

## Population et société

### Démographie
| 1968  | 1975  | 1982  | 1990   | 1999  | 2009  | 2014  | 2020   |
| ----- | ----- | ----- | ------ | ----- | ----- | ----- | ------ |
| 6 909 | 9 051 | 9 940 | 10 117 | 9 875 | 9 547 | 9 704 | 10 264 |

### Sports et loisirs
Club de basket-ball évoluant en Nationale 2 masculine et en Nationale 3 féminine.

### Cultes
La commune comporte une église catholique en centre-ville et la mosquée Ryiad Essalam, rue Jean-Bertin.

## Économie

### Entreprises et commerces
En 1928, le gouvernement impose le raffinage du brut en France. Le Havre apparaît alors comme le port le plus direct pour l'importer d’Amérique mais c'est une zone située à proximité de la commune historique de Notre-Dame-de-Gravenchon qui accueille les installations industrielles de raffinage. La 1re usine démarre fin 1932 : c’est ainsi qu'avec la construction des infrastructures (écoles, habitations, équipements sportifs…) destinées à accueillir les employés du site, le village rural de 500 âmes se mue, en l'espace de quelques années, en la « cité du pétrole » comme on la surnomme alors.
Depuis, la zone industrielle de la raffinerie de Port-Jérôme-Gravenchon occupe 1 900 hectares. Les industries de la zone assurent la fabrication annuelle de plus de 15 millions de tonnes de produits pétroliers et chimiques. La zone est à l'origine de 2 500 emplois directs et de plusieurs milliers d’emplois indirects et induits. Port-Jérôme-sur-Seine attire quotidiennement un grand nombre de salariés de provenances diverses, bien au-delà du territoire de Caux Seine Agglo.
Le nouveau territoire mêle l'urbain, le rural et l'activité industrielle de plusieurs établissements classés Seveso.

## Culture locale et patrimoine
Il convient de se reporter aux articles consacrés aux anciennes communes fusionnées.